# Шепелевич, Василий Григорьевич
Василий Григорьевич Шепелевич (19 января 1947, Блужа, Пуховичский район, Минская область, Белорусская ССР) — советский и белорусский учёный-физик, специалист в области физического материаловедения, доктор физико-математических наук, профессор.

## Биография
Родился 19 января 1947 года в Блуже Пуховичского района Минской области. С детства занимался математикой, участвовал и побеждал в различных математических конкурсах. Регулярно участвовал и побежал в Республиканских олимпиадах по физике и математике. После 9-го класса успешно сдал экзамены по физике и математике и поступил в специализированную школу-интернат № 18 физико-математического профиля при Московском государственном университете им. Ломоносова, которую успешно окончил.
Поступил на физический факультет БГУ, который окончил с отличием в 1970 году, а С 1972 по 1975 года учился в аспирантуре БГУ.
С 1970 года работал там же на кафедре физики твердого тела и нанотехнологий: лаборант, ассистент, старший преподаватель, доцент, профессор. Читает курсы: фононные и электронные процессы в кристалла, фононные и электронные процессы в кристаллах, физика неравновесных процессов в металлах, Физическое металловедение.

## Научная деятельность
В 1976 году защитил диссертацию «Исследование структуры и процессов переноса в висмуте и его сплавах при пластической деформации» на соискание учёной степени кандидата физико-математических наук по специальности 01.04.07 — «физика твердого тела».
В 1992 году защитил диссертацию «Модифицирование структуры и свойств полуметаллов и их сплавов сверхбыстрой закалкой из расплава» на соискание учёной степени доктора физико-математических наук по специальности 01.04.07 — физика твёрдого тела. В 1994 году было присвоено звание профессора.
Подготовил 13 кандидатов наук.
Член докторского совета по защите диссертаций при Белорусском государственном университете; член докторского совета по защите диссертаций в НАН Беларуси; член совета по защите диссертаций при БГПУ имени Максима Танка; член и председатель комиссий по приёмке завершённых НИР.

## Изобретательская деятельность
Василий Григорьевич Шепелевич является автором и соавтором 11 изобретений СССР , двух изобретений Беларуси и 5 патентов Беларуси на полезную модель:
- В. Г. Шепелевич. Преобразователь перемещений. Авт. свид. № 1260666. 1986 г.
- Л. А. Андаралло, В. И. Прокошин, В. Г. Шепелевич В. Г., В. А. Ярмолович. Тактильный датчик. Авт. свид. № 1323379. 1986.
- Л. А. Андаралло, В. И. Прокошин, В. Г. Шепелевич В. Г., В. А. Ярмолович. Прецизионный датчик проскальзывания. Авт. свид. № 1415856. 1986.
- В. Г. Шепелевич, Д. В. Степанов, А.Ю Шульпенков, А. И. Усс, В. М. Дубинский. Преобразователь крутящего момента. Авт. свид. № 1525492.
- В. Г. Шепелевич Устройство для измерения скорости и угла. Авт. свид. № 1530990. 1986.
- Л. А. Андаралло, А. И. Демченко, В. И. Прокошин, В. Г. Шепелевич В. Г., В. А. Ярмолович. Датчик, регистрирующий скольжение. Авт. свид. № 1546833. 1987
- Л. А. Андаралло, В. И. Прокошин, В. Г. Шепелевич В. Г., В. А. Ярмолович. Тактильный датчик. Авт. свид. № 1565687. 1988.
- В. Г. Шепелевич, С. В. Гусакова. Двухкомпонентный датчик ускорения. Авт. свид. № 1569724. 1988.
- В. Г. Шепелевич. Преобразователь перемещений. Авт. свид. № 1663395. 1986.
- В. Г. Шепелевич. Дискретный преобразователь угла поворота. Авт. свид. № 1768951.1990.
- В. Я. Иващенко, Е. В. Барский, В. Г. Шепелевич, А. В. Барский Авт. свид. 1587321
- П. А. Сивцова, В. Г. Шепелевич. Быстрозатвердевший сплав на основе алюминия, преимущественно для изготовления термостойких изделий. Патент Беларуси № 10718. 2008.
- П. А. Сивцова, В. Г. Шепелевич. Быстрозатвердевший сплав на основе алюминия, преимущественно для изготовления термостойких изделий. Патент Беларуси № 14364

## Награды, благодарности и премии
Шепелевич был удостоен ряда государственных и общественных наградй, среди которых:
- Благодарственная грамота общества «Знание».1979.
- Почётная грамота Министерства просвещения БССР. 1980.
- Знак «Отличник народного просвещения» (№ 143). 1985.
- Диплом I степени ВДНХ БССР за разработку и изготовление датчиков адаптации промышленных роботов. 1990.
- Диплом Министерства образования и науки Республики Беларусь. 2003.
- Почетная грамота Министерства образования и науки Республики Беларусь. 2007.
- Почётная грамота Высшей аттестационной комиссии. 2008.
- Нагрудный знак «Отличник образования», 2017
- Почётная грамота ВАК Республики Беларусь, 2018